# Ấn triện Chính phủ Trung ương Nhân dân Cộng hòa Nhân dân Trung Hoa
Ấn triện Chính phủ Trung ương Nhân dân Cộng hòa Nhân dân Trung Hoa (中华人民共和国中央人民政府之印) hay Ấn chương Chính phủ Trung ương Nhân dân Cộng hòa Nhân dân Trung Hoa, hay còn gọi là Khai Quốc Đại Ấn (开国大印), là quốc ấn của nước Cộng hòa Nhân dân Trung Hoa trong 10 năm từ 1949 đến 1959. Hiện nay nó không còn được đem ra sử dụng nữa, và được cất giữ bên trong Bảo tàng Quốc gia Trung Quốc.
Dấu triện do Trương Việt Thừa thiết kế. Đầu năm 1949, họ Trương đã khắc chạm ấn triện cho nhà lãnh đạo Chu Ân Lai và tướng Chu Đức cũng như cho Chính quyền Nhân dân Thành phố Bắc Kinh. Ông được Tề Yến Minh đề nghị thiết kế ra "Ấn triện Chính phủ Trung ương Nhân dân Cộng hòa Nhân dân Trung Hoa. Họ Trương sau đó đã trình lên các thiết kế khác nhau với bốn kiểu chữ khác biệt dành cho việc dập in ấn triện, những chữ này được viết bằng Lệ thư, Tống thể, Hán triện và Tần triện. Sau khi những bản thiết kế này được hoàn thành, Chủ tịch Mao Trạch Đông đã chọn mẫu thiết kế bằng chữ Tống thể.